# ランゲンゼンデルバッハ
ランゲンゼンデルバッハ (ドイツ語: Langensendelbach) は、ドイツ連邦共和国バイエルン州オーバーフランケン行政管区フォルヒハイム郡に属す町村（以下、本項では便宜上「町」と記述する）。

## 地理

### 位置
ランゲンゼンデルバッハは、フォルヒハイムの南約8km、エアランゲンの北約8kmに位置する。この自治体は、ランゲンゼンデルバッハ地区、ブロイニングスホーフ地区の2つの地区から構成される。隣接する自治体は、マーロフシュタイン（南）、ノインキルヒェン・アム・ブラント（東）、ヘッツレス（東）、エッフェルトリヒ（北東）、ポックスドルフ（北）、バイアースドルフ（西）、ブーデンロイト（南西）である。

### 自治体の構成
この町は、公式には2つの集落からなる。
- ブロイニングスホーフ
- ランゲンゼンデルバッハ

## 行政

### 議会
ランゲンゼンデルバッハの議会は首長を含む15議席からなる。

### 紋章
図柄： 赤地に斜め十字に金の鍵と下向きの金の剣。その上方に銀の花、下方に金の修道院長杖がのぞく。

## 経済と社会資本

### 交通
ランゲンゼンデルバッハは、ニュルンベルク広域交通網に含まれる。最も近い鉄道駅は、ニュルンベルク – バンベルク線のバイアースドルフの駅で、約3km離れている。町内をオーバーフランケン乗り合いバス(OVF)の256番路線が走っている。エアランゲンへは、OVFの208番路線が便利である。夜間や週末の郡内の交通は、タクシーを電話で呼ぶ。
最も近いアウトバーンのインターチェンジは、A73号ニュルンベルク – バンベルク線のバイアースドルフ北、およびメーレンドルフである

## 引用
1. ↑  https://www.statistikdaten.bayern.de/genesis/online?operation=result&code=12411-003r&leerzeilen=false&language=de Genesis-Online-Datenbank des Bayerischen Landesamtes für Statistik Tabelle 12411-003r Fortschreibung des Bevölkerungsstandes: Gemeinden, Stichtag (Einwohnerzahlen auf Grundlage des Zensus 2011)
2. ↑  Bayerische Landesbibliothek Online